# Dora de Louw
Dora Maria de Louw (Delft, 4 juli 1876 – Bennebroek, 16 augustus 1959) was een Nederlands zangeres. Haar stembereik was sopraan.

## Levensloop
De Louw werd geboren in het gezin van hoffotograaf Henri de Louw en Doris Kirchner, dochter van fotograaf Emma Kirchner. In 1899 trouwde ze met componist Bernard Zweers (1854-1924). In 1917 betrok het echtpaar landhuis De Nagtegael aan het Roelofstuintje 10 te Naarden, naar een ontwerp van George van Heukelom.
Haar muzieklessen kreeg ze aan het Koninklijk Conservatorium in Den Haag, docent was Arnold Spoel. In 1897 ging ze op aanraden van haar verloofde studeren aan het Amsterdams Conservatorium, waar ze les kreeg van Cornélie van Zanten. Na het conservatorium zette ze haar studie voort bij Aaltje Noordewier-Reddingius. De Louw zong rond 1900 met het Concertgebouwsextet, maar was ook te horen in het Concertgebouw bij abonnementsconcerten geleid door dirigenten als Willem Mengelberg, Cornelis Dopper en Johan Schoonderbeek. Ze zou van 1904 tot 1929 vijftien keer in de Grote zaal van het Concertgebouw staan. In 1920 stond ze op het podium van Tivoli te Utrecht om onder leiding van Jan van Gilse met zijn Utrechts Symfonie Orkest twee versies van Gitnajali van haar man te zingen. Tijdens de concerten zong ze naast het standaardrepertoire ook de moderne muziek van die tijd, zoals die van Claude Debussy en Hugo Wolf. Daarbij had ze ook oog voor Nederlandstalige liederen. Ze had een uitgebreide leerlingenkring, waardoor ze een baan als zangpedagoge van het Haags en Amsterdams conservatorium afsloeg. Wel gaf ze enige tijd les aan het Amsterdams Muzieklyceum. Tot aan haar dood bleef ze zanglessen geven. Leerlingen van haar waren Lya Ziverts, Nora Heintz en Corry Bijster. Componiste Rosy Wertheim kreeg zangles van haar en harmonieleer en contrapunt bij Bernard Zweers.
Bernard Zweers schreef een aantal liederen voor zijn vrouw. Jetty van Lennep droeg Nu kwam de winter en De ziel spreekt aan haar op; Henriëtte van den Brandeler, vrouw van George van Heukelom en leerlinge van Bernard Zweers, deed hetzelfde met haar Drie liederen uit 1910.
De Louw overleed op 83-jarige leeftijd. Ze werd gecremeerd in Velsen.